# Javier Forés

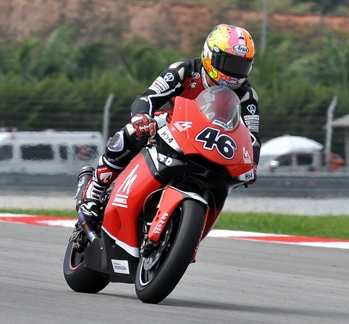
Javier Forés op het Sepang International Circuit in 2010.

Javier Forés (Llombai, 16 september 1985) is een Spaans motorcoureur.

## Carrière
Forés maakte in 2001 zijn debuut in de 125cc-klasse van het wereldkampioenschap wegrace tijdens de seizoensfinale in de Grand Prix van Valencia op een Aprilia van het Aspar Team, maar kwam in de race niet aan de finish.
In 2004 maakte Forés zijn debuut in het wereldkampioenschap Supersport met een wildcard voor zijn thuisrace op het Circuit Ricardo Tormo Valencia op een Suzuki voordat hij in 2005 zijn fulltime debuut maakte in het kampioenschap, waarin hij negende werd met 71 punten en twee vijfde plaatsen op het Automotodrom Brno en het Circuit Magny-Cours als beste resultaten. In 2006 en 2007 bleef hij uitkomen in het kampioenschap op respectievelijk een Yamaha en een Honda en werd tiende en 26e in het kampioenschap.
In 2010 keerde Forés terug naar het wereldkampioenschap wegrace om in de Moto2-klasse te rijden op een Bimota als vervanger van Ricard Cardús tijdens de Grands Prix van Maleisië en Australië, alvorens de Grand Prix van Valencia te rijden op een AJR als wildcardrijder. In 2011 reed hij oorspronkelijk op een Suter in de Moto2 voor Aspar, maar na de TT van Assen stapte hij uit het kampioenschap. Later dat jaar maakte hij zijn debuut in het wereldkampioenschap superbike op een BMW als vervanger van James Toseland, die zijn pensioen aankondigde voorafgaand aan de laatste drie raceweekenden. Met enkele puntenfinishes werd hij 23e in het kampioenschap met 12 punten.
In 2013 werd Forés op een Ducati kampioen in het Europese Superstock 1000-kampioenschap en werd daarnaast kampioen in het Spaanse Superstock-kampioenschap. Daarnaast kwam hij dat jaar uit tijdens het laatste raceweekend in het wereldkampioenschap superbike op het het Circuito Permanente de Jerez op een Ducati als vervanger van de gestopte Carlos Checa. In 2014 werd hij kampioen in het Duitse Superbike-kampioenschap en kwam hij daarnaast uit in het wereldkampioenschap met een wildcard op Magny-Cours, waarin hij in beide races uitviel. In 2015 werd hij opgeroepen om een geblesseerde Davide Giugliano te vervangen tijdens de races op het Motorland Aragón, het TT Circuit Assen en het Losail International Circuit en behaalde vijf top 10-posities, waardoor hij met 47 punten negentiende werd in de eindstand.
In 2016 maakte Forés zijn fulltime debuut in het wereldkampioenschap superbike op een Ducati. Daarnaast keerde hij dat jaar eveneens terug in het wereldkampioenschap wegrace, waarin hij tijdens de Grand Prix van San Marino zijn MotoGP-debuut maakte voor Avintia Racing op een Ducati als vervanger van de geblesseerde Loris Baz.

## Statistieken

### Grand Prix

#### Per seizoen
| Seizoen | Klasse | Motor    | Team                       | Races | Winst | Podiums | Poles | SR | Ptn  | Pos |
| ------- | ------ | -------- | -------------------------- | ----- | ----- | ------- | ----- | -- | ---- | --- |
| 2001    | 125cc  | Aprilia  | CC Valencia Aspar          | 1     | 0     | 0       | 0     | 0  | 0    | NC  |
| 2010    | Moto2  | Bimota   | Maquinza-SAG Team          | 2     | 0     | 0       | 0     | 0  | 0    | NC  |
| 2010    | Moto2  | AJR      | Twelve Motorsport/Motorrad | 1     | 0     | 0       | 0     | 0  | 0    | NC  |
| 2011    | Moto2  | Suter    | Mapfre Aspar Team Moto2    | 7     | 0     | 0       | 0     | 0  | 0    | NC  |
| 2016    | MotoGP | Ducati   | Avintia Racing             | 1     | 0     | 0       | 0     | 0  | 0    | NC  |
| 2022    | MotoE  | Energica | Octo Pramac MotoE          | 11    | 0     | 0       | 0     | 0  | 35,5 | 14e |
| Totaal  | Totaal | Totaal   | Totaal                     | 23    | 0     | 0       | 0     | 0  | 35,5 |     |

#### Per klasse
| Klasse | Seizoenen                   | 1e GP                       | 1e podium                   | 1e winst                    | Races | Winst | Podiums | Poles | SR | Ptn  | Kampioen |
| ------ | --------------------------- | --------------------------- | --------------------------- | --------------------------- | ----- | ----- | ------- | ----- | -- | ---- | -------- |
| 125cc  | 2001                        | Valencia 2001               |                             |                             | 1     | 0     | 0       | 0     | 0  | 0    | 0        |
| Moto2  | 2010-2011                   | Maleisië 2010               |                             |                             | 10    | 0     | 0       | 0     | 0  | 0    | 0        |
| MotoGP | 2016                        | San Marino 2016             |                             |                             | 1     | 0     | 0       | 0     | 0  | 0    | 0        |
| MotoE  | 2022                        | Spanje 2022                 |                             |                             | 11    | 0     | 0       | 0     | 0  | 35,5 | 0        |
| Totaal | 2001, 2010-2011, 2016, 2022 | 2001, 2010-2011, 2016, 2022 | 2001, 2010-2011, 2016, 2022 | 2001, 2010-2011, 2016, 2022 | 23    | 0     | 0       | 0     | 0  | 35,5 | 0        |

#### Races per jaar
(vetgedrukt betekent pole positie; cursief betekent snelste ronde)
| Jaar | Klasse | Motor    | 1       | 2       | 3       | 4       | 5       | 6       | 7       | 8       | 9      | 10       | 11      | 12      | 13      | 14      | 15     | 16  | 17     | 18  | Pos | Ptn  |
| ---- | ------ | -------- | ------- | ------- | ------- | ------- | ------- | ------- | ------- | ------- | ------ | -------- | ------- | ------- | ------- | ------- | ------ | --- | ------ | --- | --- | ---- |
| 2001 | 125cc  | Aprilia  | JPN     | ZAF     | SPA     | FRA     | ITA     | CAT     | NED     | GBR     | DUI    | TSJ      | POR     | VAL DNF | PAC     | AUS     | MAL    | RIO |        |     | NC  | 0    |
| 2010 | Moto2  | Bimota   | QAT     | SPA     | FRA     | ITA     | GBR     | NED     | CAT     | DUI     | TSJ    | INP      | SMR     | ARA     | JPN     | MAL DNF | AUS 25 | POR |        |     | NC  | 0    |
| 2010 | Moto2  | AJR      |         |         |         |         |         |         |         |         |        |          |         |         |         |         |        |     | VAL 16 |     | NC  | 0    |
| 2011 | Moto2  | Suter    | QAT 26  | SPA 18  | POR 19  | FRA 29  | CAT DNF | GBR 19  | NED 23  | ITA     | DUI    | TSJ      | INP     | SMR     | ARA     | JPN     | AUS    | MAL | VAL    |     | NC  | 0    |
| 2016 | MotoGP | Suzuki   | QAT     | ARG     | AME     | SPA     | FRA     | ITA     | CAT     | NED     | DUI    | OOS      | TSJ     | GBR     | SMR DNF | ARA     | JPN    | AUS | MAL    | VAL | NC  | 0    |
| 2022 | MotoE  | Energica | SPA1 14 | SPA2 11 | FRA1 12 | FRA2 13 | ITA1 12 | ITA2 12 | NED1 12 | NED2 15 | OOS1 9 | OOS2 DNS | SMR1 15 | SMR2 15 |         |         |        |     |        |     | 14  | 35,5 |